# Adam Holloway
Adam James Harold Holloway (* 29. Juli 1965) ist ein britischer Politiker der Conservative Party.
Holloway war Captain der Grenadier Guards, der mit seinem Regiment im Golfkrieg diente.
2005 errang er einen Sitz als Abgeordneter im Wahlkreis Gravesham in der Grafschaft Kent und zog in das Unterhaus ein. Er spricht regelmäßig zu Verteidigungsfragen im Parlament.